# Všestary (okres Hradec Králové)
Všestary (německy Schestar) jsou obec v okrese Hradec Králové v Královéhradeckém kraji. Žije zde přibližně 1 800 obyvatel.
Obcí vede silnice I/35 a železniční trať Hradec Králové – Turnov, na které je zřízena železniční stanice Všestary. Ta je východiskem turistické značené cesty po stopách bitvy u Hradce Králové. V obci se nachází krytý bazén a sauna, též základní a mateřská škola. V okolí se pěstuje všestarská cibule, která má chráněné označení původu EU.

## Historie
Území Všestar bylo podle archeologických nálezů osídleno již v prehistorické době. První písemná zmínka o vesnici pochází z roku 1360.

## Části obce
- Všestary
- Bříza
- Chlum
- Lípa
- Rosnice
- Rozběřice

Od 1. ledna 1961 do 23. listopadu 1990 k obci patřilo i Světí, od 1. ledna 1989 do 23. listopadu 1990 Čistěves a od 1. ledna 1989 do 31. prosince 1991 také Máslojedy.

## Služby
V centru obce se nachází areál krytého bazénu a sauny. Objekt měl původně sloužit jako stacionář a internát pro tělesně postižené. Záměr nebyl na počátku devadesátých let 20. století realizován a na konci téhož desetiletí byl částečnou rekonstrukcí změněn jeho účel. Část budovy je využívána jako chráněné bydlení. Na okraji vesnice se nachází venkovní koupaliště.

## Pamětihodnosti
- Kostel Nejsvětější Trojice, uváděn v roce 1366, věž z doby po roce 1550, současná budova je z let 1842–1843
- řada památníků z bitvy u Hradce Králové
- U vesnice se nachází Archeopark – Centrum experimentální archeologie, ústav zabývající se interpretací uměleckých a řemeslných technik.[7]